# Culex apicinus
Culex apicinus är en tvåvingeart som beskrevs av Philippi 1865. Culex apicinus ingår i släktet Culex och familjen stickmyggor. Inga underarter finns listade i Catalogue of Life.